# گورستان بره زا
گورستان بره زا مربوط به عصر مفرغ - دوره اشکانی است و در شهرستان ایلام، بخش مرکزی، دهستان میش خاص، روستای چشمه داوی واقع شده است. این اثر در تاریخ ۳۰ دی ۱۳۸۵ با شمارهٔ ثبت ۱۶۹۶۲ به عنوان یکی از آثار ملی ایران به ثبت رسیده است.